# José Berdié Places
José Berdié Places (Tamarite de Litera, 1887 –Barcelona, 31 de enero de 1931), fue un futbolista español de las décadas de 1900 y 1910. En ocasiones su apellido aparece escrito como Verdié o Verdiés

## Trayectoria
Berdié, que al parecer era sastre de profesión, se unió al equipo Ibèria Foot-ball Club durante la temporada 1903-04, para pasar después a integrar las filas del X Sporting Club, en el que estuvo en el periodo 1906-08, resultando crucial para ayudar al club a ganar el campeonato catalán tres veces seguidas entre 1906 y 1908. Cuando este club se convirtió en el RCD Español, Berdié siguió militando en él hasta que, en 1911, fue fichado por el FC Barcelona por sus habituales buenas actuaciones, ya que a pesar de que no era demasiado alto, resultaba muy veloz.
En el club blaugrana permaneció hasta su retirada en 1914, después de jugar 36 partidos y marcar 24 goles, algunos de ellos decisivos para que el club ganara dos Campeonatos de Cataluña y dos títulos de la Copa de los Pirineos.
Jugó también tres partidos convocado por la Selección Catalana en 1910, incluido el primer partido internacional de esta selección, que terminó en  derrota ante un combinado parisino el 24 de julio de 1910.

## Palmarés
- Campeonato de Cataluña de fútbol:
  - 1905-1906, 1906-07, 1907-08, 1912-13
- Copa del Rey:
  - 1911-12, 1912-13
- Copa de los Pirineos:
  - 1911-12, 1912-13